# Hinterlegungsvertrag
Der Hinterlegungsvertrag verpflichtet den Aufbewahrer, eine bewegliche Sache, die der Hinterleger ihm anvertraut, zu übernehmen und sie an einem sicheren Orte aufzubewahren.

## Allgemeines
Er gehört wie die Bürgschaft zu den Sicherungsverträgen und ist im Schweizer Obligationenrecht (OR) in den Art. 472 ff. OR geregelt. Zweck des Hinterlegungsvertrags ist die sichere Aufbewahrung einer beweglichen Sache. Das deutsche Äquivalent zum Hinterlegungsvertrag ist der Verwahrungsvertrag.

## Rechtsfragen
Bei jeder Art des Hinterlegungsvertrages verpflichtet sich der Aufbewahrer gegenüber dem Hinterleger, eine bewegliche Sache zu übernehmen und sie sicher aufzubewahren (Art. 472 Abs. 1 OR), kann dafür jedoch nur dann eine Vergütung fordern, wenn eine solche zu erwarten war oder abgemacht worden ist (Art. 472 Abs. 2 OR). Immerhin hat der Hinterleger die mit der Aufbewahrung notwendigen Auslagen zu übernehmen (Art. 473 Abs. 1 OR) und haftet ihm auch für den Schaden, der durch die Hinterlegung entstanden ist (Art. 473 Abs. 2 OR). Er haftet dabei normalerweise nicht für den Zufall (vgl. Art. 474 Abs. 2 OR).
Der Aufbewahrer darf die Sache ohne Einwilligung des Hinterlegers nicht gebrauchen (Art. 474 Abs. 1 OR) und hat sie sorgfältig zu behandeln, was aus dem Grundsatz von Treu und Glauben folgt. Gebraucht er die Sache ohne Einwilligung, so schuldet er dem Hinterleger eine entsprechende Vergütung und haftet auch für allfällige durch Zufall eingetretene Beschädigungen der Sache, es sei denn, er kann beweisen, dass diese auch bei vertragsgemässer Erfüllung eingetreten wären (Art. 474 Abs. 2 OR).
Der Aufbewahrer hat die hinterlegte Sache außerdem jederzeit herauszugeben (Art. 475 Abs. 1 OR). Zurückgeben kann er sie jedoch nur dann jederzeit, wenn vertraglich keine bestimmte Dauer abgemacht wurde (Art. 476 Abs. 2 OR). Dies bedeutet, dass die Forderung jederzeit fällig ist, jedoch erst mit Ablauf der vertraglich bestimmten Vertragsdauer erfüllbar wird. Eine vorzeitige Rückgabe ist im Falle einer vertraglich bestimmten Vertragsdauer nur möglich, wenn der Aufbewahrer durch unvorhergesehene Umstände außer Stande gesetzt wurde, die Sache länger vertragsgemäß aufzubewahren (Art. 472 Abs. 1 OR). Die Herausgabepflicht besteht stets gegenüber dem Hinterleger, auch wenn Dritte Eigentumsrechte nachweisen können. Nur wenn die Eigentumsklage (Vindikation, Art. 641 641 Abs. 2 OR) hängig gemacht worden ist oder gerichtlicher Beschlag genommen wurde, hat er die Sache nicht herauszugeben (Art. 479 Abs. 1 OR).
Wird ein Hinterlegungsvertrag über Geld geschlossen und abgemacht, dass nur dieselbe Summe, nicht aber dieselben Stücke zurückzugeben seien, so gehen Nutzen und Gefahr auf den Aufbewahrer über (Art. 481 Abs. 1 OR). Wird Bargeld unversiegelt und unverschlossen zur Hinterlegung übergeben, so stellt das Gesetz eine Vermutung zu Gunsten des Übergangs von Nutzen und Gefahr auf (Art. 481 Abs. 2 OR). Für andere vertretbare Sachen als Geld gilt eine solche Vermutung nicht, es muss also eine ausdrückliche Abmachung vorliegen (Art. 481 Abs. 3 OR).

## Lagervertrag
In den Art. 482 OR bis Art. 486 OR sind für kommerzielle Lagergeschäfte als Sonderform der Hinterlegung spezifische Regelungen aufgestellt.

## Gast- und Stallwirte
Die Art. 487 ff. OR behandeln den Spezialfall der Gastwirte, die Personen zur Beherbergung aufnehmen. Somit fallen Restaurants und dergleichen nicht unter diese Regel, sondern lediglich Hotels, Pensionen und dergleichen. Die Wirte haften für das Eigentum des Gastes, sofern dieser nicht selbst für den Schaden verantwortlich ist. Nur für den Fall, dass den Gastwirten keinerlei Schuld trifft – also beispielsweise bei einem Einbruch im Hotel – ist der maximale Haftungsbetrag auf 1000 Franken begrenzt. Der Gast muss aber besonders wertvolle Gegenstände oder große Geldbeträge, die er mitführt, dem Wirt zur Aufbewahrung übergeben. Der Wirt kann sich seiner Haftung nicht durch entsprechende Hinweise entziehen (Art. 489 OR).
Der Sonderfall des Stallwirtes (Art. 490 OR), der Tiere zur Beherbergung aufnimmt, ist heute von keiner praktischen Relevanz mehr.

## Bedeutung im Bankgeschäft
Der Hinterlegungsvertrag ist eine der rechtlichen Grundlagen für das Depotgeschäft der Banken. Die juristischen Regeln im Obligationenrecht sind jedoch nicht auf den Bankenverkehr, sondern auf einfachere Sachverhalte zugeschnitten.
Im typischen Geschäftsbereich einer Bank gelten die Regeln über den einfachen Hinterlegungsvertrag ohne weiteres beim geschlossenen Wertpapierdepot (zum Beispiel Verwahrung von Testamenten), ebenso bei der Verwahrung von Wertschriften auf den Namen des Deponenten. In letzterem Falle allerdings liegt häufig ein Vertragsverhältnis vor, das eine Mischung von Hinterlegungsvertrag und Auftragsrecht darstellt, weil gewisse Aufgaben, zum Beispiel die Couponeinlösung, der Bank übertragen werden
Beispiel
- Kunde A bringt der Bank SFr. 500 in einem verschlossenen Couvert für ihr Depot
- Kunde A bucht Aktien in sein Depot bei der Bank B.